# Karine Lalieux

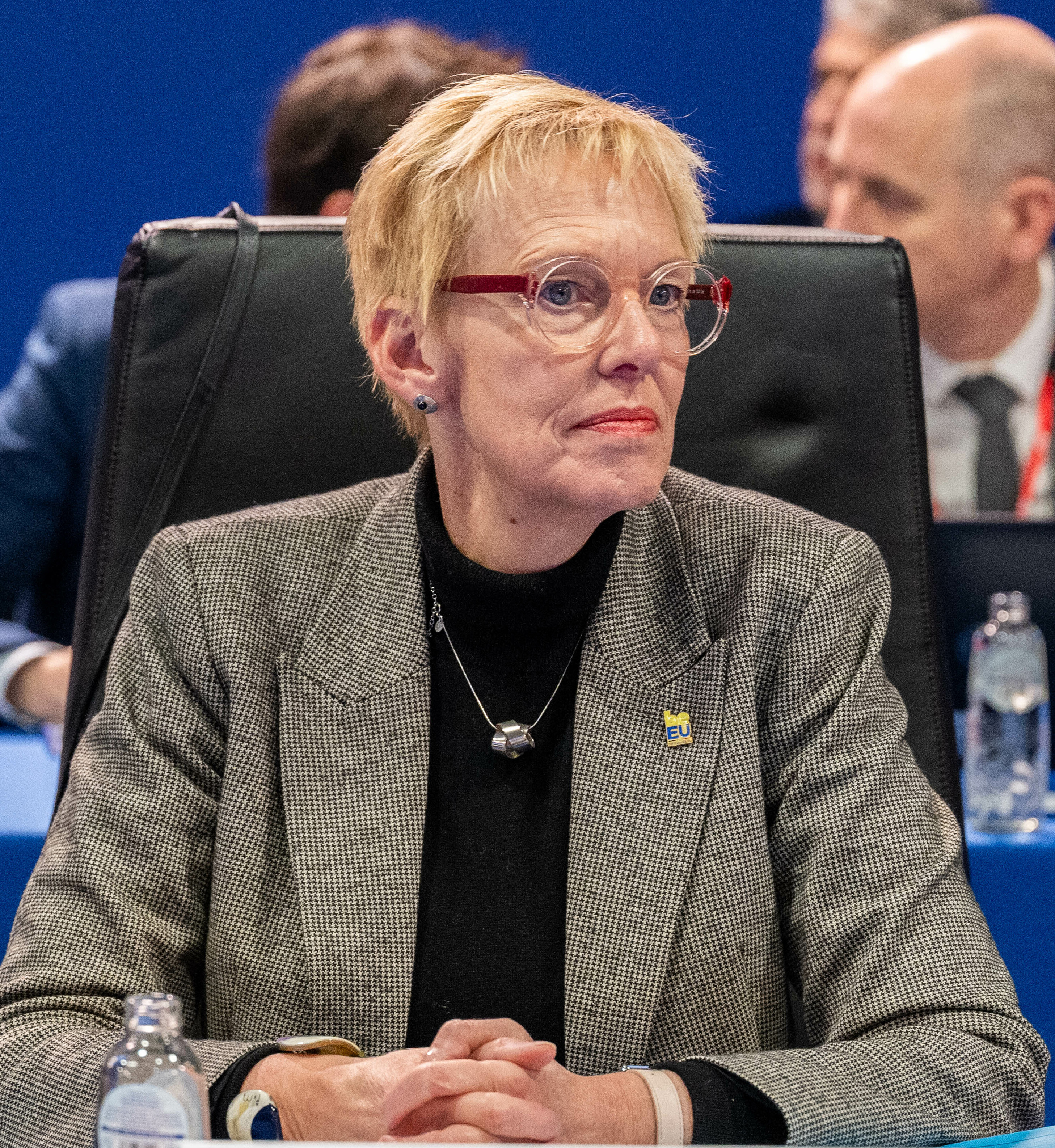
Karine Lalieux (2024).

Karine Lalieux (* 4. Mai 1964 in Anderlecht) ist eine belgische Politikerin der Parti Socialiste (PS). Seit Oktober 2020 ist sie Ministerin für Pensionen und soziale Eingliederung, Beauftragte für Personen mit Behinderung und Armutsbekämpfung in der Regierung De Croo.

## Leben
Lalieux hat einen Studienabschluss in Kriminologie der Université libre de Bruxelles, an der sie im Anschluss auch lehrte und forschte.

## Politik
Sie war Gemeinderätin in Brüssel, 2006 wurde sie Schöffin in Brüssel, zuständig für öffentliche Sauberkeit und Informatik. Zusätzlich erhielt sie 2012 die Zuständigkeit für Kultur und 2017 für Tourismus. Ab Dezember 2019 leitete sie die Sozialbehörde (CPAS) von Brüssel.
Bei der Wahl 1999 kandidierte sie im Wahlkreis Brüssel-Halle-Vilvoorde für die PS für das föderale Parlament. Sie rückte am 20. April 2000 für Charles Picqué, der Minister wurde, in die Belgische Abgeordnetenkammer nach. Bei der Parlamentswahl 2003 wurde sie im Wahlkreis Brüssel-Halle-Vilvoorde wiedergewählt, bei den Wahlen 2007 und 2010 wurde sie auf Platz 1 der Ersatzkandidaten gewählt und rückte für Laurette Onkelinx, die Gesundheitsministerin wurde, ins Parlament nach. Bei der Wahl 2014 wurde sie auf Platz 3 der Liste der PS im Wahlkreis Brüssel-Hauptstadt ins Parlament gewählt, bei der Parlamentswahl 2019 konnte sie kein Mandat erringen.
In der seit 1. Oktober 2020 amtierenden Regierung De Croo wurde sie Ministerin für Pensionen und soziale Eingliederung, Beauftragte für Personen mit Behinderung und Armutsbekämpfung.

## Auszeichnungen
Lalieux ist Offizier des Leopoldordens.